# Ulrich I. (Cilli)
Ulrich I. von Cilli (* 1331 in Cilli ?; † 26. Juli 1368) war Graf von Cilli.

## Leben
Ulrich war ein Sohn des Grafen Friedrich I. und der Diemut von Walsee. Er schloss sich schon in jungen Jahren Ludwig I. von Anjou an, dem König von Ungarn und Kroatien, die damals in Personalunion regiert wurden, und nahm Teil an dessen Belagerung der Stadt Zara (Zadar in Kroatien) im Jahre 1354. Die Grafen von Cilli begannen sich nämlich schon früh für die politischen Verhältnisse auf dem Balkan zu interessieren und knüpften deshalb bald enge Beziehungen zu den Königen von Ungarn und Kroatien.
Ulrich war Kriegsunternehmer und Söldnerführer großen Stils vom Typus eines echten Kondottiere. Er stellte seine Söldner jedem zur Verfügung, der sie brauchte, gut bezahlte und bei dem er für sich die größten Vorteile sah. Ulrich war auf allen Schlachtfeldern Mittel- und Osteuropas aktiv. Im Jahre 1354 begleitete er den späteren Kaiser Karl IV. aus dem Hause Luxemburg auf dessen Zug nach Rom. Ulrich und seine Truppen kämpften Seite an Seite mit den Luxemburgern und Habsburgern auf den Schlachtfeldern Dalmatiens, Serbiens und Bulgariens. In Tirol focht er Schulter an Schulter mit den Wittelsbachern. Bald führten ihn seine Kriegsunternehmungen weit nach Norden, wo er gegen die damals noch heidnischen Pruzzen zu Felde zog. Im Jahre 1355 stand er wieder auf der Seite Ludwig I. von Anjou im Kampf gegen die Venezianer; und 1359 nahm er an dessen Feldzug gegen Serbien teil. Damals gelang es, das serbische Heer am Fuße eines hohen Bergrückens in Raszien (Raška) (grandi montagna de Rascia) entscheidend zu schlagen und weit nach Serbien vorzudringen.
Auf seinen Feldzügen knüpfte Ulrich wichtige und vorteilhafte Beziehungen, die den größten Anteil daran hatten, dass die Cillier einen so raschen und steilen Aufstieg nahmen. Ulrichs Gemahlin war Adelheid von Ortenburg, die Witwe des Grafen Albrecht zu Oettingen. Aus dieser Verbindung ging Graf Wilhelm hervor, der das Söldnergeschäft seines Vaters fortführte. Er nahm Anna, die Tochter von Kasimir III. des Großen (Wielki), König von Polen (Piasten) zur Frau. Deren Tochter – ebenfalls – Anna wurde wiederum Gemahlin des Königs von Polen Władysław II. Jagiełło.
Ulrich I. von Cilli wurde unter den Habsburgern Landeshauptmann von Krain, wie einst sein Vater. Die Beziehungen der Cillier zum Hause Habsburg waren damals noch einvernehmlich und friedlich. Denn mit Zustimmung und auf Vorschlag der Habsburger wurden Ulrich und sein Vater, die sich bis zu diesem Zeitpunkt noch Herren von Sanegg nannten, im Jahre 1341 in den Grafenstand erhoben. Seither führten sie den Titel Grafen von Cilli.
Ulrichs Sohn Wilhelm beteiligte sich 1392 an einem Feldzug Sigmunds von Luxemburg (1368–1437) gegen Serbien, der die Nachfolge von Ludwig von Anjou antrat, 1433 zum deutschen Kaiser gewählt wurde und in zweiter Ehe mit Ulrichs Großnichte Barbara verheiratet war. Nach seiner Rückkehr aus Serbien starb Wilhelm in Wien. Ulrichs Nachfolge trat deshalb sein jüngerer Bruder Hermann I. an. Ulrich war aufgrund seiner Politik der Wegbereiter für den steilen Aufstieg der Grafen von Cilli. Und die Heirat seines Bruders Hermann I. mit Katharina, der Tochter des Banus von Bosnien, Stjepan II. Kotromanić, die auch nur Ulrichs Verbindungen ermöglichten, änderte die Richtung der hohen Politik der Grafen von Cilli vollends nach Osten.

## Wappen

Wappen der Grafen von Cilli

Gevierter Schild: 1 und 4 zwei rote Balken im silbernen Feld (Stammwappen Sanneck); 2 und 3 drei achtstrahlige (auch sechsstrahlige) goldene Sterne (Anordnung 2,1) im blauen Feld (Heunburg) (Darstellung nach Kraßler).